# Luigi Snozzi
Luigi Snozzi (Mendrisio, 29 de julio de 1932-Minusio, 29 de diciembre de 2020) fue un arquitecto italosuizo de Ticino que estudió en la Escuela Politécnica Federal de Zúrich. Trabajó en Locarno y Lugano.

## Biografía
Desde 1962 a 1971, Snozzi trabajó junto con el arquitecto Livio Vacchini. Desde 1982 a 1984 fue profesor visitante y en 1985 fue nombrado profesor de arquitectura en la Escuela Politécnica Federal de Lausana. 
Se desempeñó como profesor de la Universidad de Sassari, en la Facultad de Arquitectura de Alghero, Cerdeña.